# スヴォーロフ勲章 (ロシア)
スヴォーロフ勲章（ロシア語: Орден Суворова、オールデン・スヴォーラワ）は、ロシア連邦の勲章。名称はロシア帝国の大元帥アレクサンドル・スヴォーロフから取られている。

## 歴史

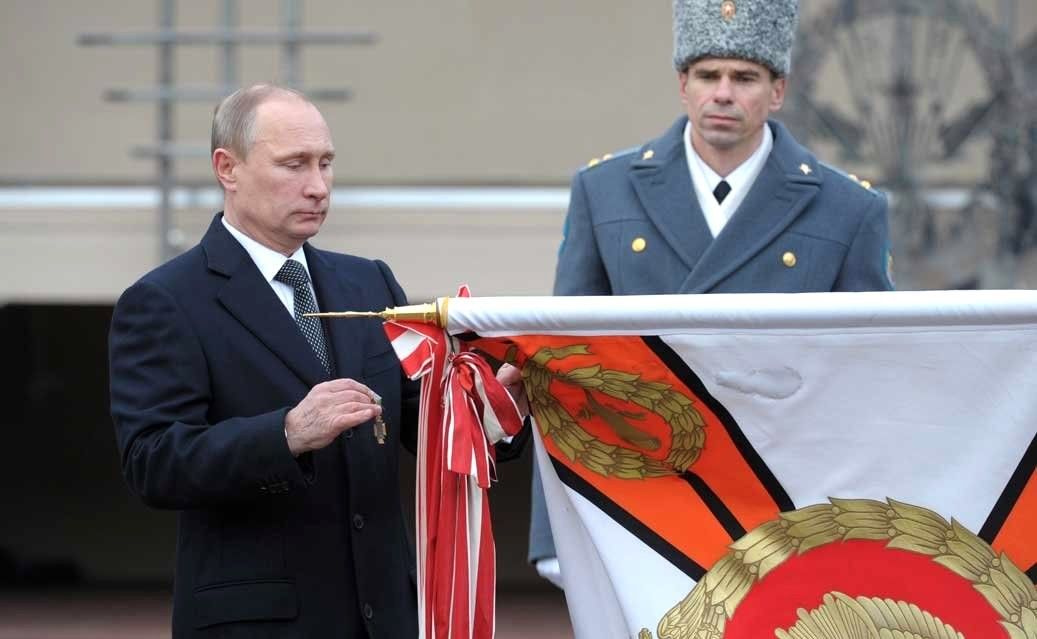
リャザン高等空挺指揮学校の部隊旗にスヴォーロフ勲章を授与するウラジーミル・プーチン（2013年）

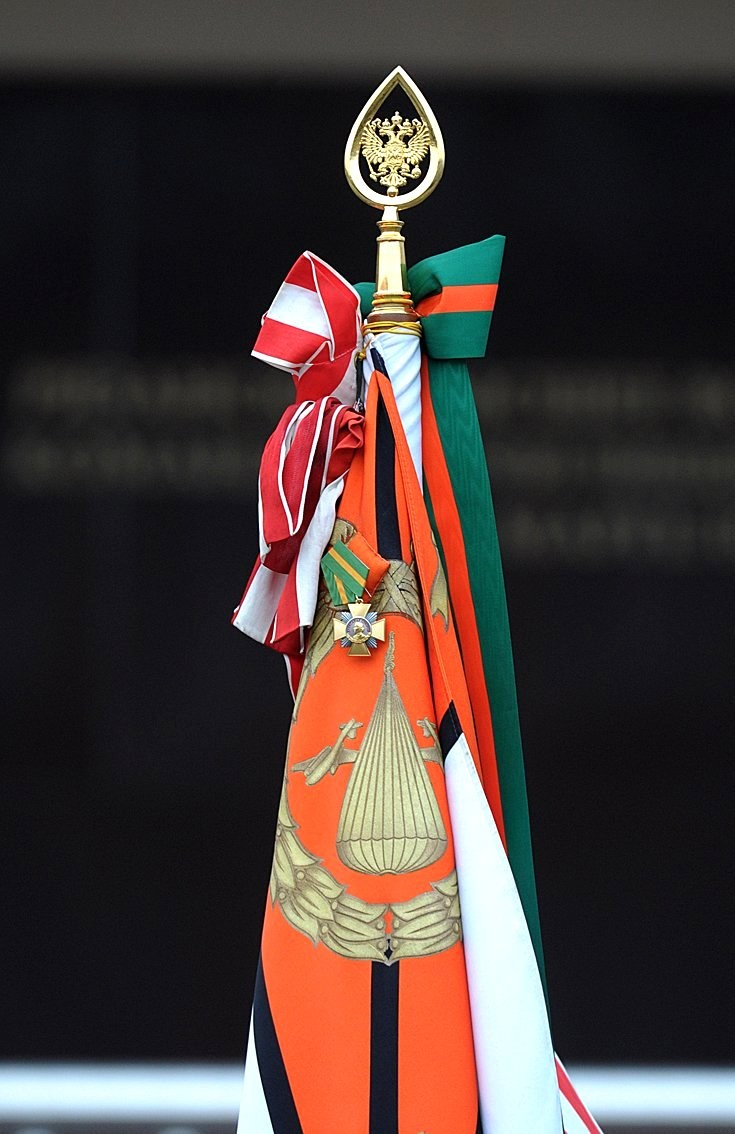
リャザン高等空挺指揮学校の部隊旗に掲げられるスヴォーロフ勲章のリボンと勲章（2013年、左にある赤と白のリボンは赤旗勲章）

元々スヴォーロフ勲章は1942年にソビエト連邦で制定された勲章である。ソビエト連邦の崩壊後の1992年3月20日、ロシア最高会議の決議でスヴォーロフ勲章はロシア連邦の勲章制度に引き継がれることになったが、以降2010年まで法律や公式な記録にはその旨が記されていなかった。
2010年9月7日のロシア大統領令第1099号「ロシア連邦国家賞制度を改善するための措置に関して」により、正式にロシア連邦の勲章としてスヴォーロフ勲章が承認された。ソ連時代は3等級あったスヴォーロフ勲章だが、ロシア連邦に入ってからは1種類のみとなっている。
2013年1月および2015年4月に法改正があり、従来のロシア連邦軍兵士に加え、連邦軍の部隊やその他の軍隊、団体なども授与対象に含まれた。

## 授与
アレクサンドル・ジュラヴリョフやエフゲニー・ウスチノフへの授与は具体的にいつ行われたのかはっきりしていない。

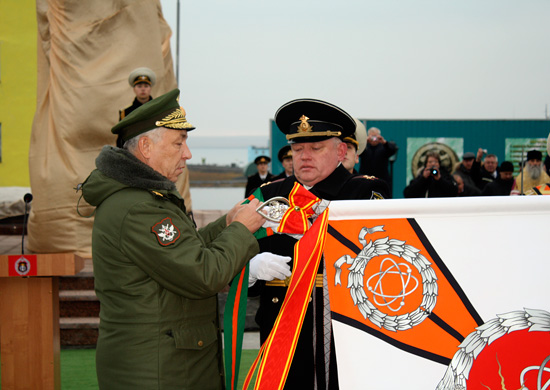
ノヴァヤゼムリャに対しスヴォーロフ勲章を授与するアルカディー・バーヒン（2014年、赤とオレンジのリボンはレーニン勲章）

- 2013年11月14日のロシア連邦議会令第842号により、長年ソ連空挺軍で指揮を執り続けたワシーリー・マルゲロフ上級大将に因むリャザン高等空挺指揮学校にスヴォーロフ勲章が授与された[3]。これはロシア連邦におけるスヴォーロフ勲章としては初の授与である。ウラジーミル・プーチン大統領は翌15日に学校を訪問し、自ら旗に勲章を授けている[4]。

- 2014年8月18日には第76親衛空挺チェルニゴフ赤旗師団に授与された[5]。

- 2015年5月14日には第7親衛空挺師団に授与された[6]。

- 2014年9月17日には長年核実験場として運用されたノヴァヤゼムリャに対し、国防副大臣のアルカディー・バーヒン（ロシア語版）より授与された[7]。

- 2015年7月22日には第1国立試験宇宙基地に対し、国防大臣のセルゲイ・ショイグより授与された[8]。

- 2017年9月1日には知識の日に合わせて行われたエカテリンブルク・スヴォーロフ陸軍幼年学校（ロシア語版）の式典において、出席していた中央軍管区副司令官のエフゲニー・ウスチノフ（ロシア語版）がスヴォーロフ勲章の略綬を佩用している様子が確認された[9]。

- 2017年11月28日には新たに東部軍管区（ロシア語版）司令官に就任したアレクサンドル・ジュラヴリョフ（ロシア語版）も、スヴォーロフ勲章の略綬を佩用している様子が確認された。

- 2018年5月9日にはシリア陸軍のスハイル・アル＝ハッサンに授与された[10]。

## 概要

### 受章条件
スヴォーロフ勲章は、軍の司令官、副司令官、戦闘指揮官やロシア連邦軍の特殊部隊を対象に授与される。
1. 敵の頑強な抵抗にもかかわらずその抵抗に耐え、数的な優位を獲得し、技術設備の改善を図り、部隊の拠点をより優位な位置で確立し、目的を達成し、領地の中で最も重要な箇所（或いは同盟国の領土）を維持し、主導権を握るに足りうる巧妙な組織運営と部隊指揮を行う
2. ロシア連邦とその同盟国に対する侵略（或いは武力紛争）の阻止を確実にするため、強力な戦略的封じ込め措置を講ずるに足りうる組織運営と部隊指揮を行う

なお、祖国防衛のための戦いや国際的な平和の維持及び対テロ活動に努めた場合、また敵が数的に勝る中で、部隊の戦闘能力を十分に保って作戦を達成した場合については例外的に授与される。
また、ロシア連邦軍と共同して作戦の目的達成に貢献した他国の高官なども授与対象となる。
スヴォーロフ勲章は死後追贈が認められている。

### 佩用
スヴォーロフ勲章は左胸に佩用する。アレクサンドル・ネフスキー勲章を受章している場合はそれよりも下位に配置して佩用する。なお、2011年12月16日から2012年4月12日までは友情勲章の下位に置かれていた。
スヴォーロフ勲章の略綬も、佩用する際にはアレクサンドル・ネフスキー勲章の下位に配される。これは特別な式典や通常の私服で佩用できるミニチュア勲章（略小勲章）でも同様である。
部隊が受章した場合は、その部隊旗の正面に勲章とリボンが授けられる。

## 意匠

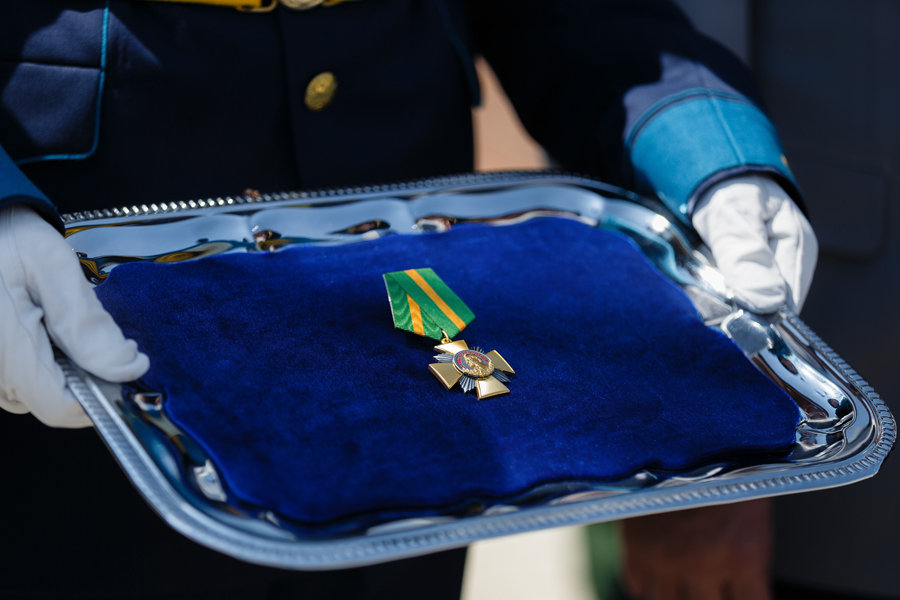
スヴォーロフ勲章

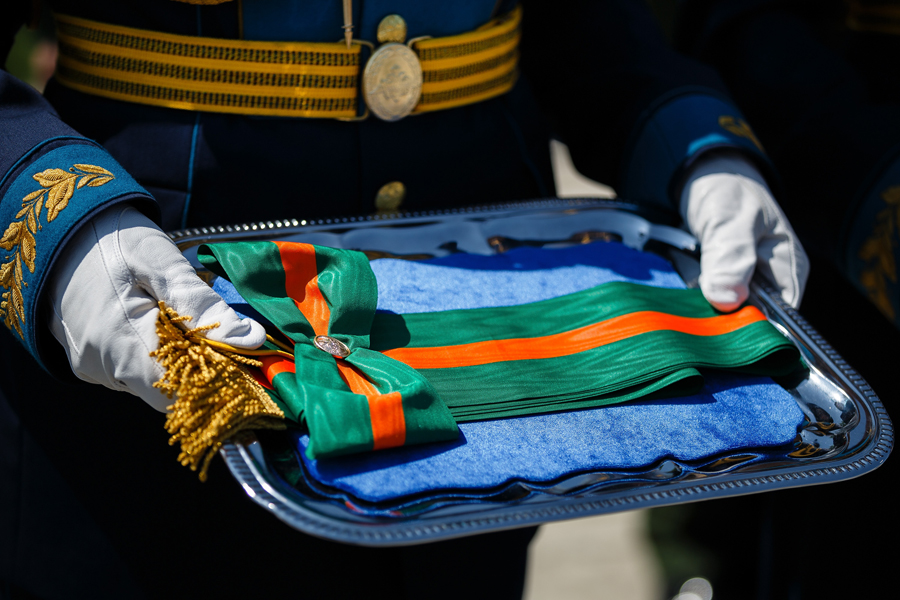
スヴォーロフ勲章のリボン

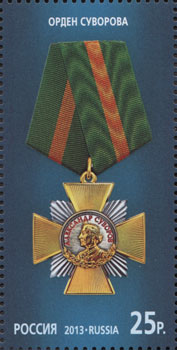
2013年に発売された「ロシア連邦国家賞切手」に登場したスヴォーロフ勲章の切手

### 勲章
スヴォーロフ勲章は、端が広がる金メッキの十字を中央に配している。十字の背後には四方に拡散する銀の線が描かれている。
十字の中央には凸状に縁取られた銀の円が配置されている。下部にはリボンで結ばれた月桂樹と柏葉が置かれ、円の中央に名称の由来となったアレクサンドル・スヴォーロフの肖像が金色で描かれている。上部にはАЛЕКСАНДР СУВОРОВの字が赤で刻まれている。
十字の両端の長さは40mmである。なお、勲章の裏には授与番号が刻まれる。
勲章は五角形の台座に取り付けられており、台座を囲うようにしてシルク製でモアレの入ったリボンが巻かれている。リボンは緑地で幅24mm、その真ん中に幅5mmのオレンジ色の線が走っている。なお、部隊旗などに付けられるリボンの幅は100mmである。

### ミニチュア勲章
スヴォーロフ勲章にはミニチュア勲章が存在する。十字の両端間は15.4ｍｍであり、リボンの巻かれた台座の長さは19.2ｍｍである。また、台座は上辺と下辺はそれぞれ10ｍｍ、側面のみ16ｍｍである。

### 略綬
略綬は高さ8ｍｍ、幅24ｍｍである。台座のリボンと同じく、緑地にオレンジの線が入っている。